# تشارلز شامبرز
تشارلز شامبرز (بالإنجليزية: Charles Chambers)‏ (12 يوليو 1870 في المملكة المتحدة - 30 يناير 1921 بريدنغ في المملكة المتحدة) هو لاعب كريكت بريطاني (وحمل سابقاً جنسية المملكة المتحدة لبريطانيا العظمى وأيرلندا).

## وصلات خارجية
- تشارلز شامبرز على موقع إي آس بي آن كريك إنفو (الإنجليزية)